# Poříčí (Broumov)

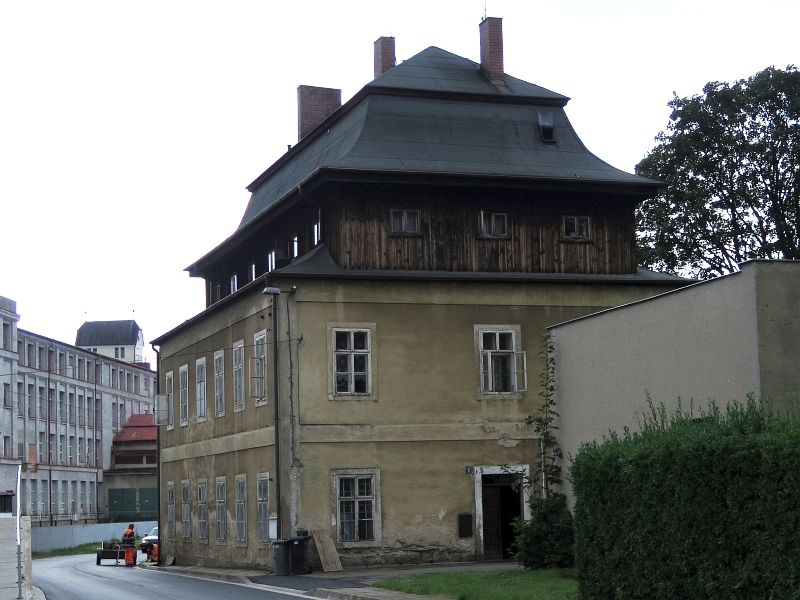
Gerberei

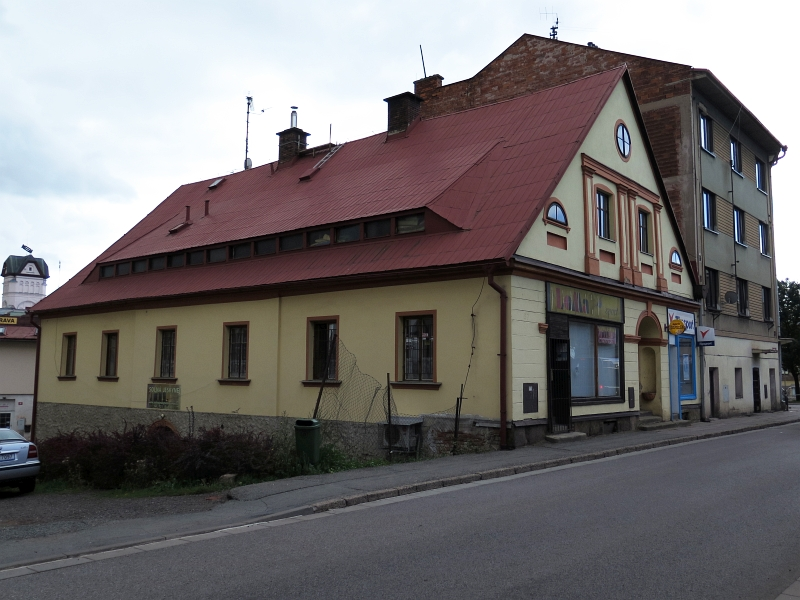
Haus Na Příkopech 57

Poříčí (deutsch Sand) ist ein Ortsteil der Stadt Broumov in Tschechien. Er liegt östlich des Stadtzentrums von Broumov und gehört zum Okres Náchod.

## Geographie
Die Vorstadt Poříčí befindet sich unterhalb der Broumover Altstadt am Hang rechtsseitig der Stěnava (Steine) bis zur Einmündung des Liščí potok (Voigtsbach). Sie umfasst im Wesentlichen das Karree zwischen den Straßen Na Příkopech (Am Graben), Tyršova (Mittelsand) und Přadlácká (Bahnhofstraße) sowie das auf der anderen Seite der Stěnava befindliche Barvířské náměstí (Färberplan). Durch Poříčí führen die Staatsstraßen II/303 zwischen Janovičky (Johannesberg) und Broumov sowie II/302 zwischen Broumov und Tłumaczów (Tuntschendorf). Auf der anderen Seite des Flusses verläuft die Bahnstrecke Meziměstí–Ścinawka Średnia, dort befindet sich auch der Bahnhof Broumov. Nordwestlich liegt das Stift Broumov. Über die Stěnava führen die Ölberger Brücke und die Bahnhofsbrücke nach Velká Ves (Großdorf).
Nachbarorte sind Horní Poříčí bzw. Horní písky (Obersand) im Norden, Velká Ves im Nordosten, Osten und Südosten, Dolní Poříčí (Niedersand) im Süden, Kolonie 5. května im Südwesten, Broumov im Westen sowie Spořilov (Stumpfkolonie) im Nordwesten.

## Geschichte
Der Markt Braunau wurde in der Mitte des 13. Jahrhunderts durch den Břevnover Abt Martin auf dem Sporn zwischen dem Voigtsbach und der Steine angelegt. Wahrscheinlich entstand schon bald nach der 1348 erfolgten Stadterhebung unterhalb der Braunauer Stadtbefestigung die Vorstadt Sand, in der vor allem Handwerker lebten. Mit der Stadt war die Vorstadt durch das Niedertor verbunden, außerdem führten über die Pforte an der Malzgasse (Sladovnická) und die Hundepforte zwei Stiegen durch die Befestigung zur Bastei (Na Hradbách).
Im Laufe der Zeit dehnte sich die Vorstadt größtenteils auf städtischen aber auch auf klösterlichen Gründen weiter nach Norden und Süden aus. Die sich am steilen Hang unterhalb des Stiftes bis an den Baderberg (Spořilov, 470 m n.m.) erstreckende nördliche Siedlung wurde Obersand genannt, die sich unterhalb des Niedertores am Fuße des Schafferberges vom Voigtsbach bis zum Krimsbach hinziehende Siedlung war der Niedersand. Für die eigentliche Vorstadt bildete sich der Name Mittelsand heraus. Zusammen wurden die drei Braunauer Vorstädte als die Sande bezeichnet. Vor dem Niedertor errichteten zu Beginn des 17. Jahrhunderts die Protestanten in Niedersand ein Bethaus, das nach der Schlacht am Weißen Berg niedergebrannt wurde. Der Abt Thomas Sartorius ließ 1676 an der Stelle des Bethauses eine dem hl. Wenzel geweihte Kapelle erbauen, die bereits 1684 niederbrannte. 1689 ließ Sartorius in Niedersand noch die Kirche zum hl. Geist errichten.  An der Stelle der St.-Wenzels-Kapelle errichtete der Abt Othmar Daniel Zinke 1729 die St.-Wenzels-Kirche, die 1788 aufgehoben wurde. Zinke stiftete auch das Spital zum hl. Geist für 13 Pfründler in Niedersand.
Im Jahre 1833 bestanden die im Königgrätzer Kreis gelegenen Braunauer Vorstädte, die Sande, aus 424 Häusern, in denen 3024 Personen lebten; 25 Vorstadthäuser mit 202 Einwohnern waren direkt dem Stift zugehörig. In den Sanden gab es eine Leinwandwalke, drei Tuchwalken, eine Leinwandmangel, eine Graupenmühle, ein Wasch- und Badehaus sowie eine Ziegelei. Der Obersand bestand aus 48 Häusern mit 367 Einwohnern, von denen sieben Häuser mit 46 Einwohnern dem Stift untertänig waren; eine gedeckte hölzerne Brücke führte über die Steine nach Oelberg. Von den 68 Häusern von Mittelsand mit 419 Einwohnern gehörten zwei Häuser mit sechs Einwohnern zum Stift; in Mittelsand befand sich das Gasthaus zur Goldenen Traube. Der Niedersand umfasste 82 Häuser mit 534 Einwohnern, davon unterstanden elf Häuser mit 85 Bewohnern dem Stift. Der Niedersander Meierhof gehörte ebenfalls zum Stiftsbesitz. Gepfarrt waren die drei Vorstädte zur Braunauer Stadtkirche St. Peter und Paul.  Bis zur Mitte des 19. Jahrhunderts blieben die Sande größtenteils der Munizipalstadt Braunau untertänig.
Nach der Aufhebung der Patrimonialherrschaften bildeten Mittelsand/Střední Pořičí, Obersand/Horní Pořičí und Niedersand/Dolní Pořičí ab 1849 Ortsteile der Stadt im Gerichtsbezirk Braunau. 1868 wurden die Sande dem Bezirk Braunau zugeordnet. Josef von Schroll ließ auf seine Kosten von Obersand nach Oelberg eine Straße zur besseren Erschließung seiner Mechanischen Weberei und Baumwollspinnerei bauen.
1874 wurde an der Steine am Obersand eine Schwimmschule eingerichtet. Zwischen 1883 und 1907 erfolgten Regulierungen der Steine zwischen Oelberg, Großdorf und den Sanden. Die St.-Wenzels-Kirche in Niedersand wurde 1885 erneuert und wieder geweiht. Schroll ließ 1892 in Obersand Nr. 76 ein Armenhaus mit 27 Wohnungen errichten, das danach in den Besitz der Stadt überging. 1896 wurde in Niedersand das Bezirkskrankenhaus eingeweiht.
Nach der Gründung der Tschechoslowakei 1918 verloren Mittelsand, Obersand und Niedersand ihren Status als Ortsteile von Braunau. Im Haus Am Graben 84 in Mittelsand weihten die Baptisten 1923 ihre Elimkirche, zuvor hatten sie ihre Gottesdienste im Hause Obersand Nr. 26 abgehalten. Größte Unternehmen waren während der Zwischenkriegszeit die Metallwarenfabrik Fa. Gebrüder Stumpf sowie die Druckerei Dimter & Stuchlik, beide am Obersand. Nach dem Münchner Abkommen wurde die Stadt Braunau im Herbst 1938 dem Deutschen Reich zugeschlagen und gehörte bis 1945 zum Landkreis Braunau. Nach dem Ende des Zweiten Weltkrieges kam Broumov zur Tschechoslowakei zurück und die deutsche Bevölkerung wurde vertrieben.
Im Zuge der Neugliederung des Stadtgebietes von Broumov wurde am 1. März 1980 aus Střední Pořičí und Horní Pořičí der Stadtteil Poříčí gebildet. Dolní Pořičí wurde Nové Město zugeordnet.
1991 hatte Poříčí 378 Einwohner. Im Jahre 2001 bestand der Ortsteil aus 44 Wohnhäusern und hatte 516 Einwohner.

## Ortsgliederung
Der Ortsteil Poříčí besteht aus Teilen der Grundsiedlungseinheiten Broumov-střed und U Stěnavy.
Der Ortsteil gehört zum Katastralbezirk Broumov.

## Sehenswürdigkeiten
- Barocke Gerberei, erbaut in der zweiten Hälfte des 18. Jahrhunderts, Denkmal[5]
- Haus Na Příkopech 57; erbaut in den 1830er Jahren und zum Ende des 19. Jahrhunderts umgebaut, Denkmal[6]